# تاتی تاکستانی
تاکستانی گونه‌ای از زبان تاتی است، که در شهر تاکستان رواج دارد.